# 젤룸강
젤룸강(카슈미르어: Vyeth, 힌디어: झेलम, 펀자브어: ਜੇਹਲਮ, 펀자브어: دریاۓ جہلم)은 인도 펀자브 지방 가장 서쪽에 위치한 가장 큰 강에 해당한다. 인더스강의주요 지류로서 총 774 km이다.

## 역사
고대 인도의 리그베다 시대 때 종족들은 Vitastā라라고 칭하기도 했으며 고대 그리스어로는 Hydaspes로 불린다. 비스타스타(산스크리트어: वितस्ता , Vetastā)는 아리아인의 성서로 알려진 리그 베다에 주요 강으로 묘사되고 있다. 카슈미르에서는 예부터 부르던 이름Vyeth를 아직까지도 혼용하기도 한다.
기원전 326년, 알렉산더 대왕은 이곳을 지키던 파우라바 왕국의 왕 포로스를 물리치고 히다스페스 전투를 치르며 이 강을 건넜다. 아리아노스에 따르며, 그는 히다스페스를 건넌 지점에 도시를 건설했다고 전해진다. 그 도시의 이름은 자신의 애마 부케팔로스의 이름을 따서 부케팔라라고 지었다.

## 유역 이동
젤룸강은 카슈미르 계곡 지대 남동쪽에 위치한 베리나그에서 시작된다. 협곡 지대가 많기 때문에 좁은 지대를 지나 파키스탄으로 흘러들어가기도 하며 울라 호수로 들어간다. 젤룸강의 가장 큰 지류인 키셰간가강에서 시작되며 카간 계곡 지대의 쿤하르강도 인근에 위치한다. 쿤하르강은 젤룸강과 함께 인근에서 가장 큰 강에 해당한다. 파키스탄과 카슈미르를 연결하여 주는 교두보 역할을 하는 지리적 경계이기도 하다.

## 댐
인더스강 개발 계획에 따라 내륙 수운이 여러 곳 있다.
- 만글라 댐: 1967년 완공됐으며 세계에서 가장 큰 사력댐이다. 전체 수륙 저장 용량은 590만 톤이다.
- 라술 댐: 만글라 댐과 동시에 완공됐으며 초당 850,000 ft3/s 의 수량이 움직인다.
- 트리무 댐: 1939년 체나브강(첸나브강)과 함께 합류했으며 최대 용량은 645,000 ft3/s이다.

## 운하
- 만글라 댐에서 첸나브강으로 흘러 들어가는 상하 젤룸 운하
- 라술 댐에서 첸나브강으로 흘러가는 라술카디라바드 운하
- 차쉬마-젤룸 운하는 인더스강에 있으며 라술 하류로 흘러들어가는 수량을 관리한다.

## 같이 보기
- 베아스강
- 인더스강
- 라비강
- 체나브강